# Bedesten de Lárissa
Le bedesten (grec moderne : μπεζεστένι) est un marché couvert ottoman (bedesten (en)) dans la ville de Lárissa, en Grèce.
Le bedesten est situé au sommet de la colline de Froúrio, l'acropole antique de la ville, et est construit à la fin du XVe siècle. Le premier témoignage écrit de son existence figure dans un registre datant de 1506, où il est cité parmi les fondations pieuses de Turahanoğlu Ömer Bey,.
Il s'agit d'un bâtiment de forme orthogonale, dont les côtés sud, est et ouest sont décorés d'arcs brisés monumentaux. Ses dimensions sont de 27 × 18 m. L'entrée se fait par une porte basse sur le côté nord, menant vers une salle de petite taille, probablement utilisée comme trésorerie. Cette salle est surmontée de six coupoles couvertes de plomb, soutenues par deux piliers massifs. Au total, dix-neuf boutiques sont réparties dans des salles voûtées situées autour de la cour centrale, et vendent principalement des tissus ou des objets de valeur. Jusqu'à sa destruction par un incendie en 1799, elle constitue le cœur commercial de la ville, au même titre que le marché en plein air et le bazar adjacents,. Le voyageur du XVIIe siècle Evliya Çelebi mentionne dans ses écrits le bâtiment, le décrivant comme une « véritable forteresse » et le comparant à une citadelle. En effet, la colline de Froúrio (« Forteresse ») doit son nom au bedesten. 
Au cours du XIXe siècle, il sert de magasin à poudre. Aujourd'hui, seuls les murs extérieurs subsistent, et seule l'entrée sud est ouverte. Avant l'ouverture du musée diachronique de Lárissa en 2015, il est utilisé pour abriter la collection locale d'antiquités byzantines. Des travaux de restauration sont conduits depuis 2020 en vue d'une réouverture d'espaces commerciaux et culturels.